# Női szabad stílusú sprint sífutás a 2017. évi téli európai ifjúsági olimpiai fesztiválon
A 2017. évi téli európai ifjúsági olimpiai fesztiválon a sífutás versenyszámainak Erzurum adott otthont. A női szabad stílusú sprint sífutást február 16.-án rendezték.

## Eredmények

### Selejtező
| H   | R   | Név                      | Nemzet           | E       |
| --- | --- | ------------------------ | ---------------- | ------- |
| 1.  | 101 | Elena Kucheva            | Oroszország      | Q       |
| 2.  | 102 | Zuzana Holikova          | Csehország       | Q       |
| 3.  | 103 | Solea Simonneau          | Franciaország    | Q       |
| 4.  | 104 | Hanna-Brita Kaasik       | Észtország       | Q       |
| 5.  | 105 | Melissa Gal              | Franciaország    | Q       |
| 6.  | 106 | Lucie Colin              | Franciaország    | Q       |
| 7.  | 107 | Josefiina Book           | Finnország       | Q       |
| 8.  | 108 | Jasmin Kahara            | Finnország       | Q       |
| 9.  | 109 | Nansi Okoro              | Bulgária         | Q       |
| 10. | 110 | Karolina Poulikova       | Csehország       | Q       |
| 11. | 111 | Darvas Zsanett Bernadett | Románia          | Q       |
| 12. | 112 | Kristina Kuskova         | Oroszország      | Q       |
| 13. | 113 | Anja Mandeljc            | Szlovénia        | Q       |
| 14. | 114 | Zuzana Sefcikova         | Szlovákia        | Q       |
| 15. | 115 | Tiia Olkkonen            | Finnország       | Q       |
| 16. | 116 | Lou Reynaud              | Franciaország    | Q       |
| 17. | 117 | Mariia Trunova           | Oroszország      | Q       |
| 18. | 118 | Pavlina Votockova        | Csehország       | Q       |
| 19. | 119 | Aleksandra Trofimova     | Oroszország      | Q       |
| 20. | 120 | Stine-Lise Truu          | Észtország       | Q       |
| 21. | 121 | Kemenes Anna             | Románia          | Q       |
| 22. | 122 | Spelca Zorjan            | Szlovénia        | Q       |
| 23. | 123 | Hristina Miteva          | Bulgária         | Q       |
| 24. | 124 | Teiloora Ojaste          | Észtország       | Q       |
| 25. | 125 | Noora Tivinen            | Finnország       | Q       |
| 26. | 126 | Alba Puigdefabregas      | Spanyolország    | Q       |
| 27. | 127 | Vanesa Emilova           | Bulgária         | Q       |
| 28. | 128 | Veranika Padaliak        | Fehéroroszország | Q       |
| 29. | 129 | Gabrijela Skender        | Horvátország     | Q       |
| 30. | 130 | Maja Kerstajn            | Szlovénia        | Q       |
| 31. |     | Lucia Michalickova       | Szlovákia        | 2:59.71 |
| 32. |     | Valeryia Davydzenka      | Fehéroroszország | 2:59.76 |
| 33. |     | Tereza Reznikova         | Csehország       | 3:01.27 |
| 34. |     | Aysenur Duman            | Törökország      | 3:01.34 |
| 35. |     | Zinaida Shchalkun        | Fehéroroszország | 3:01.97 |
| 36. |     | Sviatlana Andryiuk       | Fehéroroszország | 3:03.27 |
| 37. |     | Daria Rublova            | Ukrajna          | 3:04.43 |
| 38. |     | Neza Zerjav              | Szlovénia        | 3:05.08 |
| 39. |     | Martyna Biliunaite       | Litvánia         | 3:07.15 |
| 40. |     | Anna Maria Danielsdottir | Izland           | 3:07.80 |
| 41. |     | Eliza Anastasiadou       | Görögország      | 3:08.07 |
| 42. |     | Nataliia Vasylchuk       | Ukrajna          | 3:11.13 |
| 43. |     | Melike Aslan             | Törökország      | 3:17.83 |
| 44. |     | Songul Yardimci          | Törökország      | 3:21.03 |
| 45. |     | Gohar Tadevosyan         | Örményország     | 3:24.69 |
| 46. |     | Fatma Kocer              | Törökország      | 3:39.48 |

### Negyeddöntő
| 1. negyeddöntő | 1. negyeddöntő | 1. negyeddöntő           | 1. negyeddöntő | 1. negyeddöntő | 1. negyeddöntő |
| H              | R              | Név                      | Nemzet         | E              | Mj             |
| -------------- | -------------- | ------------------------ | -------------- | -------------- | -------------- |
| 1.             | 101            | Elena Kucheva            | Oroszország    | 2:37.58        | Q              |
| 2.             | 111            | Darvas Zsanett Bernadett | Románia        | 2:38.47        | Q              |
| 3.             | 121            | Kemenes Anna             | Románia        | 2:40.98        |                |
| 4.             | 110            | Karolina Poulikova       | Csehország     | 2:41.98        |                |
| 5.             | 120            | Stine-Lise Truu          | Észtország     | 2:42.33        |                |
| 6.             | 130            | Maja Kerstajn            | Szlovénia      | 2:47.25        |                |

| 2. negyeddöntő | 2. negyeddöntő | 2. negyeddöntő     | 2. negyeddöntő | 2. negyeddöntő | 2. negyeddöntő |
| H              | R              | Név                | Nemzet         | E              | Mj             |
| -------------- | -------------- | ------------------ | -------------- | -------------- | -------------- |
| 1.             | 117            | Mariia Trunova     | Oroszország    | 2:39.57        | Q              |
| 2.             | 104            | Hanna-Brita Kaasik | Észtország     | 2:39.84        | Q              |
| 3.             | 114            | Zuzana Sefcikova   | Szlovákia      | 2:39.98        |                |
| 4.             | 107            | Josefiina Book     | Finnország     | 2:41.02        |                |
| 5.             | 124            | Teiloora Ojaste    | Észtország     | 2:49.55        |                |
| -              | 127            | Vanesa Emilova     | Bulgária       | -              | DNF            |

| 3. negyeddöntő | 3. negyeddöntő | 3. negyeddöntő            | 3. negyeddöntő | 3. negyeddöntő | 3. negyeddöntő |
| H              | R              | Név                       | Nemzet         | E              | Mj             |
| -------------- | -------------- | ------------------------- | -------------- | -------------- | -------------- |
| 1.             | 115            | Tiia Olkkonen             | Finnország     | 2:35.82        | Q              |
| 2.             | 105            | Melissa Gal               | Franciaország  | 2:37.27        | Q              |
| 3.             | 116            | Lou Reynaud               | Franciaország  | 2:37.83        | q              |
| 4.             | 106            | Lucie Colin               | Franciaország  | 2:38.30        | q              |
| 5.             | 125            | Noora Tivinen             | Finnország     | 2:50.75        |                |
| 6.             | 126            | Alba Puigdefabregas Sieso | Spanyolország  | 2:57.08        |                |

| 4. negyeddöntő | 4. negyeddöntő | 4. negyeddöntő       | 4. negyeddöntő | 4. negyeddöntő | 4. negyeddöntő |
| H              | R              | Név                  | Nemzet         | E              | Mj             |
| -------------- | -------------- | -------------------- | -------------- | -------------- | -------------- |
| 1.             | 119            | Aleksandra Trofimova | Oroszország    | 2:38.70        | Q              |
| 2.             | 102            | Zuzana Holikova      | Csehország     | 2:39.15        | Q              |
| 3.             | 109            | Nansi Okoro          | Bulgária       | 2:39.32        |                |
| 4.             | 129            | Gabrijela Skender    | Horvátország   | 2:44.56        |                |
| 5.             | 112            | Kristina Kuskova     | Oroszország    | 2:50.92        |                |
| 6.             | 122            | Spelca Zorjan        | Szlovénia      | 2:55.11        |                |

| 5. negyeddöntő | 5. negyeddöntő | 5. negyeddöntő    | 5. negyeddöntő   | 5. negyeddöntő | 5. negyeddöntő |
| H              | R              | Név               | Nemzet           | E              | Mj             |
| -------------- | -------------- | ----------------- | ---------------- | -------------- | -------------- |
| 1.             | 113            | Anja Mandeljc     | Szlovénia        | 2:40.94        | Q              |
| 2.             | 108            | Jasmin Kahara     | Finnország       | 2:41.07        | Q              |
| 3.             | 103            | Solea Simonneau   | Franciaország    | 2:41.07        |                |
| 4.             | 118            | Pavlina Votockova | Csehország       | 2:46.53        |                |
| 5.             | 123            | Hristina Miteva   | Bulgária         | 2:46.70        |                |
| 6.             | 128            | Veranika Padaliak | Fehéroroszország | 2:48.13        |                |

### Elődöntő
| 1. elődöntő | 1. elődöntő | 1. elődöntő              | 1. elődöntő   | 1. elődöntő | 1. elődöntő |
| H           | R           | Név                      | Nemzet        | E           | Mj          |
| ----------- | ----------- | ------------------------ | ------------- | ----------- | ----------- |
| 1.          | 101         | Elena Kucheva            | Oroszország   | 2:35.16     | Q           |
| 2.          | 105         | Melissa Gal              | Franciaország | 2:36.56     | Q           |
| 3.          | 117         | Mariia Trunova           | Oroszország   | 2:37.79     | q           |
| 4.          | 104         | Hanna-Brita Kaasik       | Észtország    | 2:40.52     |             |
| 5.          | 116         | Lou Reynaud              | Franciaország | 2:40.99     |             |
| 6.          | 111         | Darvas Zsanett Bernadett | Románia       | 2:41.65     |             |

| 2. elődöntő | 2. elődöntő | 2. elődöntő          | 2. elődöntő   | 2. elődöntő | 2. elődöntő |
| H           | R           | Név                  | Nemzet        | E           | Mj          |
| ----------- | ----------- | -------------------- | ------------- | ----------- | ----------- |
| 1.          | 102         | Zuzana Holikova      | Csehország    | 2:37.85     | Q           |
| 2.          | 108         | Jasmin Kahara        | Finnország    | 2:38.30     | Q           |
| 3.          | 106         | Lucie Colin          | Franciaország | 2:39.07     | q           |
| 4.          | 113         | Anja Mandeljc        | Szlovénia     | 2:39.53     |             |
| 5.          | 119         | Aleksandra Trofimova | Oroszország   | 2:42.32     |             |
| -           | 115         | Tiia Olkkonen        | Finnország    | -           | DNS         |

### Döntő
| H  | R   | Név             | Nemzet        | E       | Mj |
| -- | --- | --------------- | ------------- | ------- | -- |
| 1. | 101 | Elena Kucheva   | Oroszország   | 2:32.25 |    |
| 2. | 102 | Zuzana Holikova | Csehország    | 2:35.57 |    |
| 3. | 108 | Jasmin Kahara   | Finnország    | 2:36.11 |    |
| 4. | 105 | Melissa Gal     | Franciaország | 2:36.31 |    |
| 5. | 117 | Mariia Trunova  | Oroszország   | 2:36.85 |    |
| 6. | 106 | Lucie Colin     | Franciaország | 2:46.61 |    |